# 贵敦
贵敦（Koy Thuon，1933年—1977年），柬埔寨政治人物、共产主义者。
贵敦于1949年进入金边的西索瓦高中学习，后来留学法国，归国后成为一名教师。他加入高棉人民革命党时，宋先是证明人。1963年2月被选举为柬共的中央委员，党内序列为第六位。1968年起，担任北部大区书记。
1970年，担任柬埔寨王国民族团结政府的经济财政次长。1971年，再度当选党中央委员。1975年4月，红色高棉占领金边并夺取全国政权。他支持波尔布特废除货币体系制度，于同年9月提出以物易物的交换制度。
1976年初，贵敦被解除北部大区书记职务，由柯袍接任。贵敦与柯袍的关系矛盾很深。贵敦被牵涉进同年2月25日发生的暹粒叛乱，并被人控告乱搞男女关系。4月8日遭到软禁，但仍被小心翼翼地对待。4月14日，贵敦被任命为商务部长。
1977年2月，贵敦被指控是美国和越南间谍而遭到逮捕，关押入S-21监狱。他被捕后，柯袍对北部大区的干部进行大规模清洗。3月4日，他承认自己分裂党、企图暗杀波尔布特等阴谋，供认一百多名国家高级干部是同谋，随后遭到处决。